# De verwende prinses
De verwende prinses is het eerste stripverhaal en het eerste stripalbum uit de serie Douwe Dabbert. Het verhaal werd geschreven door Thom Roep en getekend door Piet Wijn en stond als vervolgverhaal in de nummers 1975-1 t/m 1975-15 van de Donald Duck. De eerste albumuitgave was in 1977 bij uitgeverij Oberon.

## Verhaal
De koning van een niet nader genoemd land in de middeleeuwen heeft zojuist bericht ontvangen dat Isegrim, de koning van het buurland, op bezoek komt. De koning vreest voor het bezoek vanwege zijn verwende en daardoor ondeugende dochter Pauline, die de hele dag door streken uithaalt en zich onbeschoft gedraagt. Hij durft haar niet te straffen of iets te verbieden. De koning verzoekt zijn dochter dan ook om zich tijdens het bezoek te gedragen. Dit gaat redelijk goed, tot het avondmaal. De koning heeft besloten om augurken te serveren, een groente waar zijn onderdanen gek op zijn. Pauline weigert echter om het te eten. De beledigde koning Isegrim is woedend en verklaart de Oorlog. Later trekt hij dat dreigement in, maar weigert naar aanleiding hiervan nog langer augurken te exporteren naar het buurland, totdat Pauline haar excuses maakt.
Omdat Pauline dat weigert, besluit de koning dat het tijd is dat zijn dochter manieren leert. Hij verspreidt in het hele land het bericht dat hij een leraar voor zijn dochter zoekt. Vele kandidaten melden zich, maar zij worden allen afgekeurd of verjaagd door Pauline. Als laatste verschijnt Douwe Dabbert op het toneel. Hij is de enige die niet met zich laat sollen en geeft de prinses een pak slaag. Ze is natuurlijk woedend en eist onthoofding, maar de koning is juist blij en kiest Douwe als leraar; en die besluit dat het tijd is dat Pauline het volk leert kennen en het volk haar. 
De volgende ochtend vertrekken de twee. Pauline gaat uiteraard met veel tegenzin. De koning biedt in eerste instantie een koets en een heel gevolg aan personeel aan, maar Douwe weigert dat, en Pauline moet al haar koffers zelf dragen. Als dit na een tijdje te zwaar wordt en ze toch in de buurt zijn van een met Douwe bevriend gezin, worden daar alle kleren aan geschonken, op een aantal na voor de reis. Die verdwijnen in zijn knapzak. Tijdens de reis blijft Pauline streken uithalen, maar dit vermindert als Douwe er niet op ingaat en ze ziet hoe vriendelijk hij is. Wat de twee niet weten is dat ze ondertussen achterna worden gezeten door Ludo Lafhart, ook iemand die de leraar van Pauline wilde worden. Omdat hij zich zeer arrogant gedroeg werd hij niet als voorbeeld gezien, en weggestuurd. Hij zwoer wraak. Bij een eerste poging hen te overvallen valt Ludo natuurlijk zelf. In het water uiteraard. 
De twee komen aan in een dorpje en logeren wederom bij een met Douwe bevriend gezin. De zoon van het gezin is niet onder de indruk van Prinses Pauline en neemt haar in de maling, waarop Pauline beseft dat ze haar gedrag moet aanpassen. Even later zijn ze aan het spelen, en Pauline vindt het zelfs niet erg dat ze vies wordt. Inmiddels is ook Lafhart in het dorp en hij geeft een bende rovers de opdracht om Douwe en Pauline te ontvoeren.
De volgende dag vertrekken de twee weer. Pauline is veel rustiger en is bereid te luisteren naar Douwe en zijn lessen. Die avond logeren ze bij Tim de Houthakker en zijn gezin. De rovers zijn op de hoogte van hun verblijfplaats en als Pauline toevallig in een andere kamer is, slaan ze toe. Ze ontvoeren het hele gezin met uitzondering van Pauline, die zich ternauwernood weet te verstoppen. Als de rovers weg zijn, beseft Pauline dat ze er voor het eerst in haar leven alleen voor staat. Na een inzinking  besluit ze de rovers te volgen aan de hand van hun voetsporen, en neemt de magische knapzak van Douwe mee. Er komen soms augurken uit de knapzak, maar Pauline weigert ze nog steeds. Het lijkt wel pesterij. 
De rovers brengen Douwe en het gezin in Lafharts kasteel, maar als die ziet dat Pauline er niet bij is, is hij woedend en gebiedt hij haar te zoeken. Pauline verstopt zich later in het bos voor de rovers en leidt ze af door een beurs met geld uit de knapzak naar hen te werpen. Het bedrag is meer dan Ludo ze belooft heeft, en de rovers besluiten daarom om Lafhart in de steek te laten.  Als Pauline bij het kasteel aankomt, na meegereden te zijn met een koets, kan ze ongezien binnen komen. Verderop komt ze echter Knudde tegen, de knecht van Ludo. In wanhoop slaat ze hem bewusteloos en bevrijdt de gevangenen. Iedereen weet uit het kasteel te ontsnappen. Knudde meld de ontsnapping bij Lafhart. Hij is uiteraard woedend. Uit angst dat de koning soldaten zal sturen ontvluchten de twee het kasteel.
Eenmaal bij de houthakker thuis maakt de vrouw des huizes augurkenschotel ter ere van Pauline. Pauline hoort dat echter pas als ze het gegeten heeft, en dan moet ze toch toegeven dat ze augurken lekker vind. Weer wat geleerd. Douwe en Pauline vertrekken naar het kasteel van de koning, en als ze daar na enige dagen lopen aankomen is Pauline compleet veranderd. Ze omhelst de raadsheer, die ze vroeger altijd treiterde. Er wordt een groot feest gegeven ter ere van haar terugkomst, waarbij ook koning Isegrim, die de ruzie achter zich heeft gelaten, aanwezig is. Samen met Pauline regelt hij het augurken-contract. Alleen de raadsheer lust nog steeds geen augurken. Wat wil je voor beloning, vraagt de koning, maar Douwe vindt de goede afloop al genoeg beloning.

## Achtergronden
- Isegrim is oorspronkelijk de naam van de wolf in Van den vos Reynaerde. Meer in het algemeen is iezegrim een benaming voor een chagrijnige en wat oudere man. Koning Isegrim is nogal opvliegend.
- het verhaal kan ook opvoedkundig nuttig zijn voor zowel (verwende) kinderen als ouders die te veel verwennen. En zodoende ook om kinderen iets te leren eten / waarderen.